# Birger Gabrielsson
Birger Eugen Napoleon Gabrielsson, född 24 december 1905 i Töysä, död 15 augusti 1978 i Helsingfors, var en finländsk militär, stridsflygare och överste (1947).
Gabrielsson genomgick kadettskolan 1926–1928 och kaptens-, spanings- och pilotkurser vid flygvapnet. Han var under vinterkriget chef för 10. divisionen och under fortsättningskriget chef för 44. divisionen. Under reträttstriderna på Karelska näset sommaren 1944 förde han befäl över 4. (bomb)flygregementet, som tillsammans med tyska avdelning Kuhlmey gjorde en avgörande insats i striderna vid Tali-Ihantala och Vuosalmi. I Lapplandskriget mot tyskarna förde han befälet över en flyggrupp. Efter kriget var han chef för huvudstabens flygbyrå och kommendör för 1. flygregementet, tills han avgick ur aktiv tjänst 1949 och anställdes vid Oy Karl Fazer Ab.